# 明治二十七八年役陸軍衛生事蹟
明治二十七八年役陸軍衛生事蹟（めいじにじゅうしちはちねんえきりくぐんえいせいじせき）は、1894年から1895年にかけて戦われた日清戦争（明治二十七八年役）における陸軍省医務局の公式記録。

## 概要
1896年（明治29年）12月16日、｢明治二十七八年役陸軍衛生事蹟｣編纂に関わる委員長、及び委員13人が任命された。委員長には、当時の軍医総監石黒忠悳が就任し、委員には小池正直・森林太郎等軍医監4名に、岡田国太郎・保利眞直等のドイツ留学経験者も選ばれた。この編纂事業は、陸軍医務局が総力をあげて取り組んだ事業であった。
1897年（明治30年）4月、編纂事務室を衛生材料庁内に置いた後、組織を陸軍軍医学校内に移動した。1898年（明治40年）3月31日、10年長の時間を掛け、ようやく事業が完結するに至った。

## 構成内容
脚気を伝染病と同じ巻に扱っており、当時の医務局が脚気という病気を伝染病・中毒説の面から捉えている姿がうかがわれる。
- 第一巻 戦時衛生勤務・第一編 台湾匪徒討伐軍/第二編 占領地及び韓国守備隊
- 第二巻 傷病者一般の景況及び統計
- 第三巻 伝染病及び脚気・第一編 腸窒扶斯/第二編 赤痢/第三編 虎列拉/第四編 流行性脳脊髄膜炎/第五編 麻剌里亜/第六編 脚気
- 第四巻 戦傷・第一編 戦傷統計/第二編 銃創/第三編 砲創
- 附録・其一 凍傷及び凍死/其二 破傷風[2]

## 編纂委員
表内容は以下の文献による。
| 職名   | 任命年月         | 解任年月         | 官職（任命時） | 姓名       | 留学経験者 発令日―帰国日         | 備考                                          |
| ------ | ---------------- | ---------------- | -------------- | ---------- | -------------------------------- | --------------------------------------------- |
| 委員長 | 明治29年12月16日 | 明治30年10月8日  | 軍医総監       | 石黒忠悳   |                                  |                                               |
| 委員   | 明治29年12月16日 | 明治31年8月4日   | 軍医監         | 小池正直   | 明治21年3月15日-明治23年12月6日  |                                               |
| 委員   | 明治29年12月16日 | 明治31年10月1日  | 軍医監         | 菊池常三郎 |                                  |                                               |
| 委員   | 明治29年12月16日 | 明治32年6月8日   | 軍医監         | 森林太郎   | 明治17年6月7日-明治21年9月8日    |                                               |
| 委員   | 明治29年12月16日 | 明治35年3月14日  | 軍医監         | 落合泰蔵   |                                  |                                               |
| 委員   | 明治29年12月16日 | 明治39年5月7日   | 一等軍医正     | 西郷吉義   |                                  |                                               |
| 委員   | 明治29年12月16日 |                  | 薬剤監         | 平山増之助 | 明治22年7月10日-明治24年12月26日 |                                               |
| 委員   | 明治29年12月16日 | 明治39年3月5日   | 一等軍医       | 長谷川春朗 |                                  |                                               |
| 委員   | 明治29年12月16日 | 明治34年12月17日 | 一等軍医       | 岡田国太郎 | 明治23年2月25日-明治26年6月8日   |                                               |
| 委員   | 明治29年12月16日 | 明治34年4月15日  | 一等軍医       | 保利眞直   | 明治26年1月11日-明治29年6月19日  |                                               |
| 委員   | 明治29年12月16日 | 明治36年8月9日   | 一等軍医       | 高橋茂     |                                  |                                               |
| 委員   | 明治29年12月16日 | 明治30年7月2日   | 一等軍医       | 平井政遒   |                                  | 事後留学（明治30年7月2日-明治33年1月2日）     |
| 委員   | 明治29年12月16日 | 明治40年1月17日  | 一等軍医       | 牧山健吉   | 明治26年7月6日-明治29年11月30日  |                                               |
| 委員   | 明治29年12月16日 | 明治30年10月25日 | 二等軍医       | 田中苗太郎 |                                  |                                               |
| 委員長 | 明治30年10月8日  | 明治31年8月4日   | 軍医監         | 石阪惟寛   |                                  |                                               |
| 委員長 | 明治31年8月4日   |                  | 軍医監         | 小池正直   | 明治21年3月15日-明治23年12月6日  |                                               |
| 委員   | 明治31年8月10日  | 明治35年8月22日  | 一等軍医       | 中山森彦   |                                  |                                               |
| 委員   | 明治31年8月10日  | 明治34年6月25日  | 二等軍医       | 山口弘夫   |                                  | 事後留学（明治36年7月10日-明治37年4月4日 他） |
| 委員   | 明治31年11月8日  | 明治35年3月14日  | 三等軍医正     | 芳賀栄次郎 | 明治29年4月18日-明治31年11月5日  |                                               |
| 委員   | 明治32年6月8日   | 明治33年12月1日  | 二等軍医       | 黒川謙吉   |                                  |                                               |
| 委員   | 明治32年6月8日   | 明治34年3月9日   | 一等軍医正     | 谷口謙     | 明治19年7月17日-明治22年11月22日 |                                               |
| 委員   | 明治33年4月4日   |                  | 三等軍医正     | 平井政遒   | 明治30年7月2日-明治33年1月2日    |                                               |
| 委員   | 明治33年4月4日   | 明治35年5月9日   | 二等薬剤官     | 三井良賢   |                                  |                                               |
| 委員   | 明治33年4月4日   | 明治34年10月9日  | 二等薬剤官     | 酒井甲太郎 |                                  |                                               |
| 委員   | 明治33年11月15日 | 明治34年10月9日  | 一等軍医       | 中村秀樹   |                                  |                                               |
| 委員   | 明治33年12月6日  | 明治36年5月1日   | 二等軍医       | 秋山春斎   |                                  |                                               |
| 委員   | 明治34年10月9日  |                  | 一等軍医       | 佐藤恆丸   |                                  | 事後留学（明治40年10月26日-明治43年3月1日）   |
| 委員   | 明治35年2月4日   |                  | 一等軍医       | 横川徳郎   |                                  |                                               |
| 委員   | 明治35年8月28日  |                  | 三等軍医正     | 本堂恆次郎 | 明治32年8月7日-明治34年11月3日   |                                               |